# Strofiske Sange
Strofiske Sange er en sangbog med melodier af Carl Nielsen udgivet 1907.
Den har Nielsens værksnummer opus 21 og indeholder syv sange komponeret på forskellige tidspunkter mellem 1901 og 1907. 
Den består af to hæfter.
Der er to kendte sange fra sangbogen:
Jeppe Aakjærs Jens Vejmand og Johannes Jørgensens Sænk kun dit Hoved, du Blomst.
Derudover indeholder den Skal Blomsterne da visne med tekst af Helge Rode, 
Høgen og Den første Lærke, begge med tekst af Jeppe Aakjær, samt to melodier til Johannes V. Jensens to dialektdigte fra romanen Kongens Fald udgivet i 1901, Husvild og Godnat.
Det var alle samtidige digtere.
I Strofiske Sange optræder sangene i et arrangement for en stemme og klaver.
Første hæfte af Strofiske Sange er indskannet og tilgængelig fra International Music Score Library Project.
De findes gengivet i Carl Nielsen-udgaven.
Klaverarrangementet er for selvstændigt akkompagniment og ikke blot hvor sangstemmen fordobles, og dermed følger Strofiske Sange den europæiske liedtradition.
Dette gælder dog ikke Jens Vejmand, hvor klavet stort set følger stemmen.
Nielsen havde tidligere udgivet liedsamlinger. Det havde da været til digte af J.P. Jacobsen og Ludvig Holstein: Musik til fem Digte af J.P. Jacobsen, Viser og vers af J.P. Jacobsen og Sange af Ludvig Holstein udgivet henholdsvis 1982, 1893 og 1897 som opus 4, 6 og 10.
Jens Vejmand anses sædvanligvis som en folkelig sang, men selv den kan tænkes som en lied ifølge Nielsen-kendere: "en iscencesat vise" og "som en pastische over en skillingsvise snarere end som en folkelig sang, der skal tages for pålydende".
Den første Lærke kan ikke siges at være en folkelig sang. Både af sangeren og pianisten kræves en vis grad af virtuositet.
Den danske tekst til digtene er angivet, men også en tysk oversættelse.
Sangene blev opført af Johanne Krarup-Hansen med akkompagnement af Henrik Knudsen den 30. november 1907 i Odd Fellow Palæet.
Korsangen Kom, Gudsengel, stille Død og Strygekvartet i F dur opus 44 blev ved samme lejlighed uropført.
Sænk kun dit hoved, du blomst var allerede tidligere på året uropført ved  Margrethe L.C. Nielsens debutkoncert den 12. marts.
Sopranen Barbara Hendricks har indsunget Den første Lærke og Skal blomsterne da visne.